# Ban Zhao
Pour les articles homonymes, voir Ban.
Ban Zhao (chinois : 班昭 ; pinyin : Bān Zhāo ; Wade : Pan Chao ; EFEO : Pan Tchao), née à Fufeng vers 40-45, morte au Shaanxi vers 117-120, était une historienne et écrivain chinoise.
Autres noms : Ban Huiji (prénom social, 惠姬) ou Cao Dagu (Tante Dagu).

## Biographie
Ban Zhao est née à Fufeng (dans les environs des actuelles Xianyang et Xingping, Shaanxi).
Ban Zhao est la fille de l'historien Ban Biao, auteur de l'Histoire des Han antérieurs, et la petite sœur du général Ban Chao et de l'historien Ban Gu, continuateur de l'œuvre de son père. Elle finit l'ouvrage après la mort de son frère. Elle a aussi exercé la fonction de préceptrice des dames du palais et de l'impératrice Deng (Deng Sui (en)), avec le titre de Dagu. Sa réputation lui a valu d'avoir aussi des élèves masculins, dont Ma Rong (en) (79-166).
Ban Zhao se maria avec Cao Shishu (ou Cao Wei) à l'âge de 14 ans, mais son mari meurt alors qu'elle est encore jeune. Ban Zhao ne s'est jamais remariée.

## Œuvre
Sous la direction de son frère Ban Gu, Ban Zhao est chargée de rédiger une liste des phénomènes célestes de l'Histoire des Han antérieurs, ainsi que des tableaux chronologiques, tâches relativement mineures. À la mort de son frère, en 92, l'Histoire des Han est inachevée : il manque le traité sur l'astronomie et huit tables. Ban Zhao est chargée par l'empereur He d’achever l'ouvrage. Le traité d'astronomie est sans doute écrit par un collaborateur, Ma Xu (frère de Ma Rong (en)). L'ensemble de l'ouvrage porte la marque de l'érudition de Bao Zhao.
L'œuvre littéraire de Bao Zhao a été perdue en grande partie. Quatre de ses fu (une sorte de poème en prose) ont été préservés, dont deux seulement en partie. Son fu sur un voyage qu'elle fit vers l'Est, à partir de Luoyang, a influencé les œuvres postérieures du même genre, notamment sans doute celle du poète Pan Yue (en).
Bao Zhao a aussi fait œuvre de commentatrice : ses Annotations aux Biographies de femmes célèbres de Liu Xiang et celles sur le Youtong fu de son frère Ban Gu nous sont en partie parvenues. Il est aussi possible qu'elle soit l'auteur de certaines des Biographies de femmes célèbres ajoutées ultérieurement à celles écrites par Liu.
Ban Zhao est l'auteur d'un livre de morale pour les femmes, le Nü jie (en) (Préceptes des femmes). Elle y recommande l'humilité pour les femmes, tout en demandant une égalité dans l'éducation et au sein du couple. Les préceptes que l'on y trouve sont toutefois destinés à faire comprendre aux femmes qu'elles sont inférieures aux hommes et qu'elles doivent leur être soumises, conformément à la doctrine confucéenne. Pour Robert van Gulik, il s'agit de « l'un des livres les plus bigots de la littérature chinoise ». Bien que le contenu de l'ouvrage soit conforme à l'orthodoxie confucéenne, il était cependant loin de correspondre à la situation de la femme dans la Chine du temps de Ban Zhao.
Le Nü jie a servi de modèle à toute une série d'ouvrages similaires dans les siècles postérieurs, d'un esprit confucéen orthodoxe, en Chine aussi bien qu'au Japon ou en Corée. Le genre a été particulièrement apprécié sous la dynastie Qing. Lan Dingyuan (zh) (1680-1733) est ainsi l'auteur d'un Nü xue (Étude pour les femmes) qui a été célèbre en son temps.
Ban Zhao est en outre auteur d'autres textes, dont le Wenxuan n'a conservé qu'une partie.

## Postérité
Son nom a été donné à l'un des cratères de Vénus.